# Vaterpolo na Mediteranskim igrama 2005.
Vaterpolski turnir na MI 2005. održavao se od 29. lipnja do 3. srpnja u Almeríi u Španjolskoj. Hrvatska je u borbi za broncu izgubila od SCG 9:8. U borbi za zlato domaćin Španjolska pobijedila je Italiju 9:7.

## Konačni poredak
| Mj. | Država             |
| --- | ------------------ |
| 1.  | Španjolska         |
| 2.  | Italija            |
| 3.  | Srbija i Crna Gora |
| 4.  | Hrvatska           |
| 5.  | Grčka              |
| 6.  | Francuska          |
| 7.  | Slovenija          |
| 8.  | Turska             |

| Pobjednici              |
| ----------------------- |
| Španjolska Treći naslov |